# Вулиця Інструментальна (Львів)
Вулиця Інструментальна — вулиця у Шевченківському районі міста Львова, місцевість Замарстинів. Пролягає від вулиці Авраама Лінкольна до вулиці Топольної, утворюючи перехрестя з вулицею Гетьмана Мазепи. Прилучаються вулиці Шполянська, Паньківського та Миколи Хвильового.

## Історія
Вулиця виникла у складі села Замарстинів на початку XX століття. Не пізніше 1923 року отримала офіційну назву Грюнвальдська, на згадку про Грюнвальдську битву 15 липня 1410 року, коли об'єднані війська Королівства Польського і Великого князівства Литовського, Руського і жемайтійського розбили війська Тевтонського ордену, у 1933 році перейменована на вулицю Великого князя Вітольда, на честь великого князя литовського, руського і жемайтського Вітовта (пол. Witold). Сучасну назву отримала за радянських часів у 1950 році від Львівського інструментального заводу, що колись розташовувався при вулиці Інструментальній. На його місці тепер ЖК «Greenville Park Lviv».

## Забудова
Вулиця Інструментальна забудована одно- та двоповерховими конструктивістськими будинками 1930—1960-х років, дев'ятиповерховими житловими будинками 1970-х-1980-х років.
№ 10 — двоповерховий житловий будинок на дві квартири. На цокольному поверсі міститься кафе-бар «Анастасія».
№ 13 — комплекс споруд Львівського комунального підприємства «Шляхо-ремонтне підприємство Шевченківського району». В одноповерховому будинку, зведеному у середині 1950-х років, протягом 1950-х-1960-х років містився дитячий будинок № 3. 
№ 49 — колишній спортивний комплекс «Замарстинів», споруджений у 1930-х роках спеціально для проведення Чемпіонату світу зі стендової стрільби. Комплекс складався з відкритого басейну, купальні та трампліну. За радянських часів спорткомплекс перейменований на «Спартак», а згодом там «оселилася» Республіканська водно-лижна станція Добровільного спортивного товариства «Спартак». Від середини 1990-х років будівля стояла пусткою і була майже зруйнована. 
У 2008 році Львівська обласна рада вирішила продати зруйнований об'єкт. Переможцем конкурсу обрали ТЗОВ «Львівбудмакс», якій 2010 року Львівська міська рада передала земельну ділянку в користування терміном на 10 років для обслуговування об'єктів фізичної культури та спорту за рахунок земель рекреаційного призначення. Зведення спортивного об'єкта розпочали у 2016 році. У 2019 році будівництво завершене, а 15 березня того ж року відбулося відкриття спортивно-торгово-розважального комплексу «Спартак». Будівлі присвоєно поштову адресу — вул. Гетьмана Мазепи, 1б.